# Библиотека Сиднейского университета
Библиотека Сиднейского университета (англ. The University of Sydney Library) — библиотечный комплекс Сиднейского университета. Он состоит из двенадцати локаций в семи кампусах университета. Самой крупной в библиотечном комплексе является Библиотека Фишера. Названа в честь Томаса Фишера, одного из первых благотворителей библиотеки.
Среди коллекции много редких элементов, таких, как один из двух сохранившихся экземпляров Евангелия от Варнавы и аннотированное первое издание Математических начал натуральной философии сэра Исаака Ньютона, которое также доступно в цифровой коллекции.

## Краткая история библиотеки
В 1885 году университет получил тридцать тысяч фунтов из имения покойного Томаса Фишера, сапожника на пенсии и инвестора в недвижимость, на «создание и содержание библиотеки».
В университете разделились мнения о том, как потратить завещание. Канцлер считал, что этот фонд следует использовать для строительства здания и для выплаты зарплаты библиотекарю, но вице-канцлер и библиотечный комитет предпочли покупать книги. В 1887 году был достигнут компромисс. 20 000 фунтов стерлингов плюс накопленные проценты были зарезервированы для строительного фонда в надежде, что правительство предоставит соответствующие средства, а 10 000 фунтов стерлингов были направлены на пожертвование на книги. После многих задержек правительство Нового Южного Уэльса согласилось профинансировать полную стоимость нового здания библиотеки. Планы библиотеки были составлены правительственным архитектором Уолтером Верноном. Строительство заняло восемь лет.
Библиотека Фишера открылась в 1909 году. Читальный зал был выполнен в готических традициях с великолепной кедровой крышей, но прилегающая к нему многоярусная книжная стопка была усовершенствована, включая два электрических книжных подъемника.

## Квартал
Квартал — это место для проведения курсов для аспирантов, расположенное на первом этаже здания Бэдхэм (A16) на Сайенс-роуд рядом с зданием Холм, одним из центров студенческой активности в кампусе Кампердауна.
Квартал раньше назывался Библиотекой Бэдхэма, а собрание библиотеки Бэдэма было объединено в Библиотеку SciTech.

## Библиотека Камдена
Библиотека Камдена расположена по адресу 335 Werombi Road в кампусе Сиднейского университета в Камдене. Кампус находится примерно в 65 км к западу от города Сидней, недалеко от Камдена.
Библиотека поддерживает исследования, обучение и обучение в области ветеринарии и сельского хозяйства, продовольствия и природных ресурсов. Библиотека Камдена открыта круглосуточно для сотрудников и студентов Сиднейского университета.
В 2015 году в библиотеке был проведен ремонт в рамках перехода на библиотеку общего пользования. Этот позволило расширить пространство и значительно улучшить доступ для всех посетителей.

## Библиотека консерватории
Библиотека консерватории расположена в здании Сиднейской консерватории музыки, на улице Маккуори, у ворот Дома правительства, прямо рядом с Королевским ботаническим садом в центре города. Библиотека не всегда находилась в данном здании. Фактически, из-за нехватки места многие отделы Консерватории оказались разбросанными по городу в течение прошлого века. Библиотека проводила время в том, что сейчас является отелем Intercontinental, а также в других местах вокруг улиц Питта и Хантера.
Потребность в одном месте с достаточным пространством для Сиднейской консерватории музыки побудила правительство штата вмешаться и перестроить здание Greenway за 144 миллиона австралийских долларов, и так далее; В 2001 году после завершения работ вся Консерватория (включая библиотеку) переехала обратно в реконструированное историческое пространство.
На уровне входа находится демонстрационный зал для экспонатов и большей части коллекции, а также общедоступные компьютеры, принтеры и копировальные аппараты. Первый уровень включает в себя тихие учебные зоны, тренировочную комнату и комнату AV для просмотра DVD из коллекции.

## Библиотека Фишера
Библиотека Фишера — крупнейшее и первое отделение библиотечной системы, расположенное на Восточной авеню в кампусе Кампердаун, рядом с парком Виктория. Библиотека Фишера — это круглосуточное место для студентов и сотрудников Сиднейского университета.
Коллекция библиотеки посвящена гуманитарным, общественным и коммерческим дисциплинам, а также имеются редчайшие старинные книги (например, «Естественная история» Цицерона (издание 1551), «История монстров» Улиса Андрованди Первоначальная библиотека Фишера в 19 веке (издание 1642 года) и иные). располагалась в Четырехугольнике в том, что в настоящее время является залом Сената. Специально построенная библиотека Фишера была завершена в 1908 году в юго-западном углу Четырехугольника, с его бывшим читальным залом, ныне известным как зал Маклаурина.
Библиотека была перенесена на её нынешнее место в 1962 году. Хотя это выглядит как одно здание, университет классифицирует его как два отдельных здания, которые соединены фойе на нижних этажах.
Коллекция библиотеки Фишера состоит из более чем двух миллионов томов.
Фишер Норт
(Корпус F03) был построен в 1962 году и содержит несколько копий материалов, обычно используемых студентами университета. В этом здании также находятся две компьютерные лаборатории, аудиовизуальная коллекция, коллекция микроформ, отдел редких книг и специальных коллекций, а также комната для ксерокопирования.
Фишер Саут
(Корпус F04) был построен в 1967 году с наружными стенами, облицованными медью. Это доступная стековая библиотека с более крупной и исторической коллекцией. В этом здании также находится восточноазиатская коллекция, университетский архив и бесшумные рабочие столы. Часть площади здания используется Психологической школой.

## Библиотека медицинских наук
Библиотека медицинских наук является частью кампуса Камберленд в Лидкомбе, примерно в 18 км к западу от центрального делового района Сиднея.
Он расположен на двух уровнях и занимает площадь более двух с половиной тысяч квадратных метров. Коллекции библиотеки посвящены здоровью коренных народов, профилактическому здравоохранению; здоровью и работоспособности; реабилитации; управлению и передаче медицинской информации.
На двух уровнях есть 11 комнат для групповых занятий, которые можно забронировать, а также множество удобств для ксерокопирования, печати или доступа к компьютеру. В этой библиотеке также есть специальная комната вспомогательных технологий, чтобы каждый имел доступ к библиотечным ресурсам.
Библиотека или «Ресурсный центр» была создана для поддержки Парамедицинского колледжа Нового Южного Уэльса в 1974 году и изначально не была частью Университета. В 1989 году он был официально признан академическим колледжем Сиднейского университета. К тому времени он стал «Камберлендским колледжем медицинских наук» и переехал из центральной части города на свое нынешнее место в Лидкомбе.

## Юридическая библиотека Герберта Смита Фрихиллса
Юридическая библиотека Герберта Смита Фрихиллса открылась в 2009 году и расположена на Истерн-авеню в кампусе Кампердаун, рядом с парком Виктория, и находится в здании юридической школы Сиднейского университета (F10). Юридическая библиотека — это круглосуточное место для Студенты и сотрудники Сиднейского университета.
Юридическая библиотека занимает площадь более 5000 квадратных метров, и коллекции соответствуют потребностям юридической школы. Библиотека состоит из цокольного этажа, на котором находится большая часть коллекций, помещения для персонала, справочного стола, оборудования для печати / ксерокопирования и доступа к компьютеру.
Наверху, в мезонине, находятся исследовательские коллекции и еще шесть комнат для групповых занятий. Все эти номера оснащены компьютерами и могут быть забронированы онлайн.

## Библиотека SciTech
Библиотека расположена в здании Джейн Фосс-Рассел, на втором этаже. Это здание находится на стыке кампусов Дарлингтон и Кампердаун. Библиотека открылась в 2008 году по итогам международного конкурса дизайнеров.
Интерьер
Учебное пространство разделяют террасы, и, подобно осеннему лесу, коллекция книг перетекает коричневыми, зелеными, красными и оранжевыми линиями, образуя места для учебы между полками. Вокруг коллекции за стенами из зеленого стекла прячутся комнаты для встреч и занятий. Также есть адаптированные учебные комнаты, более тихие учебные зоны и конференц-зал. Кроме того имеется студенческая кухня.

## ThinkSpace
ThinkSpace — это принадлежащая и управляемая библиотека, которая представляет собой демонстрацию технологий и творческое игровое пространство, направленное на поиск идей и предоставление возможностей для сотрудничества. Эти технологии поддерживаются консультантами по взаимному обучению (PLA), которые направляют, поддерживают и помогают клиентам в использовании ThinkSpace.

## Другие коллекции
Большинство других библиотек Сиднейского университета связаны с определенными школами и факультетами. Все пользователи библиотеки имеют доступ ко всем коллекциям.
- Сборник учебных материалов — образование (в библиотеке для студентов Фишер, кампус Кампердаун)
- Восточноазиатская коллекция (в исследовательской библиотеке Фишера, кампус Кампердаун)
- Редкие книги (в исследовательской библиотеке Фишера, кампус Кампердаун)
- Хранение — (вне кампуса)
- Цифровые коллекции